# Sportowe ratownictwo wodne na Światowych Wojskowych Igrzyskach Sportowych 2019 – sztafeta ratownicza 4 x 50 m stylem zmiennym mężczyzn
Sztafeta ratownicza 4 x 50 m stylem zmiennym mężczyzn – jedna z konkurencji sportowego ratownictwa wodnego rozgrywanych podczas Światowych Wojskowych Igrzysk Sportowych 2019 w chińskim Wuhanie. 
Eliminacje i finał rozegrane zostały w dniu 22 października 2019 roku na pływalni Wuhan Five Rings Sports Center Natatorium. Złoty medal zdobyła reprezentacja Chin, ustanawiając w finale nowy rekord Igrzysk wojskowych z czasem 1:27,37 min.

## Rekordy
Przed finałem Światowych Wojskowych Igrzyskach Sportowych 2019 obowiązywały następujące rekordy:
| Rekord świata              | Niemcy (Christian Ertel, Kevin Lehr, Danny Wieck, Kai-Uwe Schirmer)            | 1:26,19 | Adelaide | 23.11.2018 |
| Rekord Igrzyska wojskowych | Brazylia (Guilherme Roth, Guilherme Rosolen, Claudemir Kirmes, Filipe Pereira) | 1:30,36 | Wuhan    | 22.10.2019 |

## Terminarz
| Data                 | Godzina (UTC+8) | Wydarzenie             |
| -------------------- | --------------- | ---------------------- |
| 22 października 2019 | 11:25           | Wyścigi kwalifikacyjne |
| 22 października 2019 | 21:00           | Finał                  |

## Wyniki

### Kwalifikacje

#### Wyścig 1
| Poz. | Sztafeta   | Zawodnicy                                                               | Tor | Wynik   | Uwagi | Kwal. |
| ---- | ---------- | ----------------------------------------------------------------------- | --- | ------- | ----- | ----- |
| 1    | Rosja      | Daniił Markow, Paweł Kabanow, Nikołaj Poturaev, Nikolaj Skworcow        | 3   | 1:30,97 |       | Q     |
| 2    | Włochy     | Diego Giuglar, Amedeo Cesarano, Gianni Landi, Maurizio Tersar           | 2   | 1:32,44 |       | Q     |
| 3    | Szwajcaria | Cyrill Albus, Nico Lenzlinger, Sandro Michael Wagner, Tobias Leif Tunzi | 5   | 1:35,84 |       | Q     |
| 4    | Szwecja    | Viktor Maansson, Linus Blomberg, Max Petersson, Thomas Olsen            | 2   | 1:47,25 |       | Q     |
| –    | Holandia   | Rick de Greef, Nick Alink, Youri Kool, Barry Hazenoot                   | 1   | DSQ     |       |       |
| –    | Kanada     | Douglas Young, Zachary Keith Zeiler, Se Hyun Kim, Glenn Garth Sindrey   | 6   | DSQ     |       |       |

Źródło:.

#### Wyścig 2
| Poz. | Sztafeta  | Zawodnicy                                                                                             | Tor | Wynik    | Uwagi | Kwal. |
| ---- | --------- | --- | --- | -------- | ----- | ----- |
| 1    | Brazylia  | Guilherme Roth, Guilherme Rosolen, Claudemir Kirmes, Filipe Pereira                                   | 1   | 1:30,36  | CR    | Q     |
| 2    | Włochy    | Diego Giuglar, Amedeo Cesarano, Gianni Landi, Maurizio Tersar                                         | 5   | 01:30,37 |       | Q     |
| 3    | Polska    | Wojciech Kotowski, Adam Dubiel, Hubert Nakielski, Cezary Kępa                                         | 4   | 1:31,33  |       | Q     |
| 4    | Niemcy    | Carl Anton Dalljo, Jan Malkowski, Frithjof Koegler, Fabian Thorwesen                                  | 3   | 1:31,36  |       | Q     |
| –    | Iran      | Seyedamirmohammad Kazemi, Khshayar Hosseinian Naeini, Soheil Maleka Ashtiani, Pourei Shafiel Alavijeh | 2   | DSQ      |       |       |
| –    | Hiszpania | Martin Sergio Martin, Gonzalez Marcos Lobelle, Toribio Miguel Lopez, Aristi Igor del Rio              | 6   | DSQ      |       |       |

Źródło:.

### Finał
| Poz.   | Sztafeta   | Zawodnicy                                                               | Tor | Wynik   | Uwagi |
| ------ | ---------- | ----------------------------------------------------------------------- | --- | ------- | ----- |
| złoto  | Chiny      | Zhang Jia, Li Zhuoheng, Hou Yujie, Niu Yujie                            | 5   | 1:27,37 | CR    |
| srebro | Rosja      | Daniił Markow, Paweł Kabanow, Nikołaj Poturaev, Nikolaj Skworcow        | 3   | 1:27,51 |       |
| brąz   | Brazylia   | Guilherme Roth, Guilherme Rosolen, Claudemir Kirmes, Filipe Pereira     | 4   | 1:28,81 |       |
| 4      | Niemcy     | Carl Anton Dalljo, Jan Malkowski, Frithjof Koegler, Fabian Thorwesen    | 2   | 1:29,89 |       |
| 5      | Polska     | Wojciech Kotowski, Adam Dubiel, Hubert Nakielski, Cezary Kępa           | 6   | 1:30,19 |       |
| 6      | Włochy     | Diego Giuglar, Amedeo Cesarano, Gianni Landi, Maurizio Tersar           | 7   | 1:33,04 |       |
| 7      | Szwajcaria | Cyrill Albus, Nico Lenzlinger, Sandro Michael Wagner, Tobias Leif Tunzi | 1   | 1:36,38 |       |
| 8      | Szwecja    | Viktor Maansson, Linus Blomberg, Max Petersson, Thomas Olsen            | 8   | 1:44,12 |       |

Źródło: